# Grodziszcze (powiat ząbkowicki)
Grodziszcze (niem. Lampersdorf) – wieś w Polsce położona w województwie dolnośląskim, w powiecie ząbkowickim, w gminie Stoszowice.

## Podział administracyjny
| SIMC    | Nazwa               | Rodzaj  |
| ------- | ------------------- | ------- |
| 0855428 | Grodziszcze-Kolonia | kolonia |

W latach 1975–1998 miejscowość należała administracyjnie do województwa wałbrzyskiego.

## Zabytki
Do wojewódzkiego rejestru zabytków wpisane są:
- kościół filialny pw. św. Maksymiliana Kolbego, z XV-XVIII w.
- park pałacowy, z połowy XVIII w., połowa XIX w.
- ruina pawilonu parkowego z wieżą widokową, z drugiej połowy XIX w.

inne zabytki
- pałac[7][8]

## Przypisy

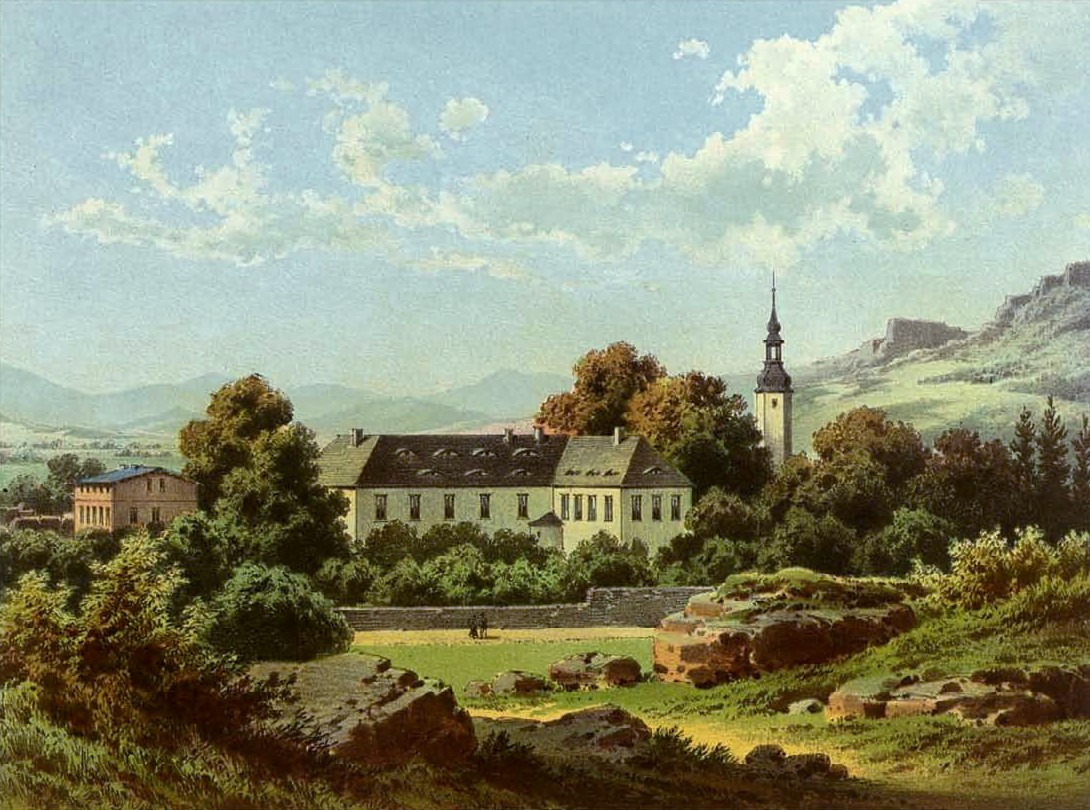
Pałac w Grodziszczu